# Antes que o Mundo Acabe
Antes que o Mundo Acabe é um filme brasileiro de 2010 dirigido por Ana Luiza Azevedo. Foi produzido pela Casa de Cinema de Porto Alegre e distribuído pela Imagem Filmes. Foi baseado em obra homônima do escritor gaúcho Marcelo Carneiro da Cunha, com roteiro de Ana Luiza Azevedo, Jorge Furtado, Paulo Halm e Giba Assis Brasil.

## Sinopse
Daniel é um adolescente de 15 anos de classe média que mora no interior gaúcho, junto com a irmã Maria Clara, a mãe Elaine e seu marido Antônio. Ele namora Mim, mas a menina fica em dúvida se gosta dele ou do melhor amigo de Daniel, Lucas. Em meio a brigas, dúvidas e conflitos de uma adolescência do século XXI, Daniel se depara com mais um problema: o pai, que nunca havia dado sinal de vida, resolve lhe mandar uma carta. O homem mora na Tailândia e vai dar a Daniel uma nova visão sobre o mundo.

## Elenco
- Pedro Tergolina .... Daniel
- Eduardo Cardoso .... Lucas
- Bianca Menti .... Mim
- Caroline Guedes .... Maria Clara
- Janaína Kremer  .... Elaine
- Eduardo Moreira .... Daniel-pai
- Murilo Grossi .... Antônio
- Irene Brietzke .... Dona Glória
- Carlos Cunha Filho .... Padre Euzébio

## Recepção
No Omelete, Marcelo Hessel avaliou com 3/5 de sua nota dizendo que o "roteiro calculado amplifica um drama recorrente na produção gaúcha (...) No trato com os personagens há um carinho e uma honestidade que arejam o filme."

## Prêmios
2º Festival Paulínia de Cinema
- Venceu nas categorias Melhor Filme de Ficção (prêmio da crítica), Melhor Direção (Ana Luíza Azevedo), Melhor Fotografia (Jacob Solitrenick), Melhor Direção de Arte (Fiapo Barth), Melhor Figurino (Rosângela Cortinhas), Melhor Música (Leo Henkin).[7]

3ª Mostra Internacional de Cinema de São Paulo
- Venceu Prêmio Itamaraty de Melhor Longa de Ficção Brasileiro [8]